# Parafia św. Michała Archanioła w Karłowicach
Parafia św. Michała Archanioła w Karłowicach – znajduje się w dekanacie Brzeg północ w archidiecezji wrocławskiej. Erygowana w XVI wieku.
Obsługiwana przez księży archidiecezjalnych. Jej proboszczem jest Ks. mgr Andrzej PLEWA RM - ust. 2015.

## Parafialne księgi metrykalne
| Księgi metrykalne | Okres ewidencji   |
| ----------------- | ----------------- |
| chrztów           | 1710–1766 od 1945 |
| ślubów            | 1710–1766 od 1945 |
| zgonów            | 1710–1766 od 1945 |